# Причиненко, Денис Сергеевич
Денис Сергеевич Причиненко (нем. Denis Prychynenko, укр. Денис Сергійович Причиненко; 17 февраля 1992, Потсдам, Германия) — немецкий футболист, полузащитник бельгийского клуба «Дейнзе»

## Карьера

### Ранние годы
Воспитанник школы немецкого футбола. Первым клубом в карьере был «Энерги Котбус», за юношеский состав которого он играл в сезоне 2007/08. В сезоне 2008/09 годы играл за команду «Теннис-Боруссия», в 2009 году переехал в Шотландию, в состав команды «Харт оф Мидлотиан». В юношеском составе этого клуба он участвовал в чемпионате Шотландии 2010/11, а команда финишировала второй, уступив только «Селтику». Денису за сезон была присуждена награда лучшего игрока команды, также он завоевал приз лучшего бомбардира (14 мячей).

### Клубная
В основном составе «Харт оф Мидлотиан» Причиненко дебютировал 26 февраля 2011 года в матче против «Абердина», выйдя на замену. Следующую игру он провёл 5 марта против «Килмарнока», которая была проиграна со счётом 0:2. Продолжить успешные игры в составе клуба он не сумел из-за серьёзной травмы, однако клуб предложил ему продлить контракт до 2014 года. В ноябре 2011 года отправился на правах аренды в «Рэйт Роверс», где играл до января 2012 года, чтобы не терять навыки. Вернулся в состав «Харт оф Мидлотиан» 31 марта 2012 года, когда вышел на замену в матче против «Абердина», который «сердца» выиграли со счётом 3:0.
Контракт Дениса Причиненко с «Рэйт Роверс» действовал с 3 ноября 2011 года по 4 января 2012 года. Дебют в составе «странников» состоялся 5 ноября 2011 года против «Данди» на стадионе «Денс Парк». 26 ноября 2011 года забил свой первый гол в составе «Рэйт Роверс» в ворота «Гамильтон Академикал», который стал одним из залогов победы со счётом 3:2 на «Старкс Парк». Всего он сыграл пять матчей, последний состоялся 10 декабря 2011 года против «Ливингстона». 5 января 2012 года он покинул клуб и вернулся в «Харт оф Мидлотиан».

### В сборной
В составе юношеской сборной Украины по футболу из игроков не старше 17 лет сыграл три матча, сборной в это время руководил Александр Головко. Однако в 2010 году Причиненко вынужден был отказаться от украинского паспорта и игр за сборную Украины, поскольку по украинскому законодательству двойное гражданство запрещалось, а у него был также немецкий паспорт. Причиненко является кандидатом в сборную Германии, однако ни одной игры пока не сыграл.

## Достижения
- Обладатель Кубка Шотландии 2012 года.
- Финалист Кубка Лиги Шотландии 2013 года.

## Семья
Родители — Сергей и Елена Причиненко. Двоюродный брат Станислав также футболист.